# Georges Grisez
Pour les articles homonymes, voir Grisez.
Georges Henri Paul Grisez, né le 31 mars 1884 à Paris (9e arrondissement), décédé en mars 1946 à Baltimore, est un clarinettiste américain d'origine française. Il est un soliste, un musicien de studio et un musicien d'orchestre.

## Biographie
Né à Paris, Grisez étudie d'abord la clarinette avec son père, Arthur Grisez, un élève de Hyacinthe Klosé, puis se perfectionne au Conservatoire de Paris, remportant le premier prix de clarinette en 1902 dans la classe de Prosper Mimart.
Il joue dans l'orchestre de la Société des concerts du Conservatoire de 1903 à 1904.
Il s'installe aux États-Unis en octobre 1904 et joue comme première clarinette dans l'orchestre symphonique de Boston dirigé par Wilhelm Gericke de 1904 à 1914 (le septième à ce poste depuis sa création). Il réalise plusieurs enregistrements sur le label Phono-Cut en 1913. 
Pendant la première Guerre mondiale, il retourne en France et joue comme musicien dans l'armée française.
Après la guerre, il retourne en Amérique et joue dans l'orchestre de Philadelphie pour la saison 1922-1923. Il joue de la flûte dans le New York Symphony Orchestra. Il a également joué avec la New York Chamber Music Society, l'orchestre philharmonique de New York, le quatuor Letz, le Grisez Woodwind Quintet et avec son ami hautboïste Georges Longy dans le Georges Longy Club (basé sur le modèle d'ensemble à vent parisien créé par Paul Taffanel). Il a interprété le quintette de clarinette de Brahms avec le quatuor Letz avec les Concerts Maverick en 1921. 
Il déménage dans le Minnesota en 1923 pour jouer avec l'orchestre symphonique de Minneapolis jusqu'en 1936 et puis un peu plus tard enseigne à l'université du Minnesota de 1927 à 1934. Il est l'un des premiers clarinettistes à jouer avec le NBC Symphony dirigé par Toscanini de 1936 à 1938 au poste de clarinette basse, aux côtés du soliste Alexander Williams.
Dans les dernières années de sa vie (à partir de 1943), Grisez rejoint le Baltimore Symphony Orchestra en tant que soliste et clarinette basse. Il décède lors d'un concert à Baltimore en 1946, peu de temps après avoir joué le glissando de clarinette au début de Rhapsody in Blue de George Gershwin. Son successeur comme soliste, Ricardo Morales, considère que cette pièce est "l'une des plus effrayantes à jouer" pour le clarinettiste.

## Enregistrements
- Joseph Hollman, Petit Valse / Polacca, 1910, The Phono-Cut Record Co. – 5054, 10", 78 t
- Carl Maria von Weber, Polanaise (extraite du Concerto n° 1), Georges Grisez (clarinette), pianiste inconnu, 1913, The Phono-Cut Record Co. - 5055, 78 t
- Victor Herbert, Bourrée / Encore avec William Krafft (violon), André Maquarre (flûte), Georges Grisez (clarinette), The Phono-Cut Record Co. – 5117, 10", 78 t